# Sadrian
Sadrian is een historisch merk van motorfietsen.
Adrian Viudes e Hijos S.R.C, Murcia (1956-1963).
Spaans merk dat aanvankelijk bekend was vanwege zijn driewielers, maar men bouwde ook motorfietsen met Spaanse 123- en 198 cc Villiers-motoren.